# Amos Schliack

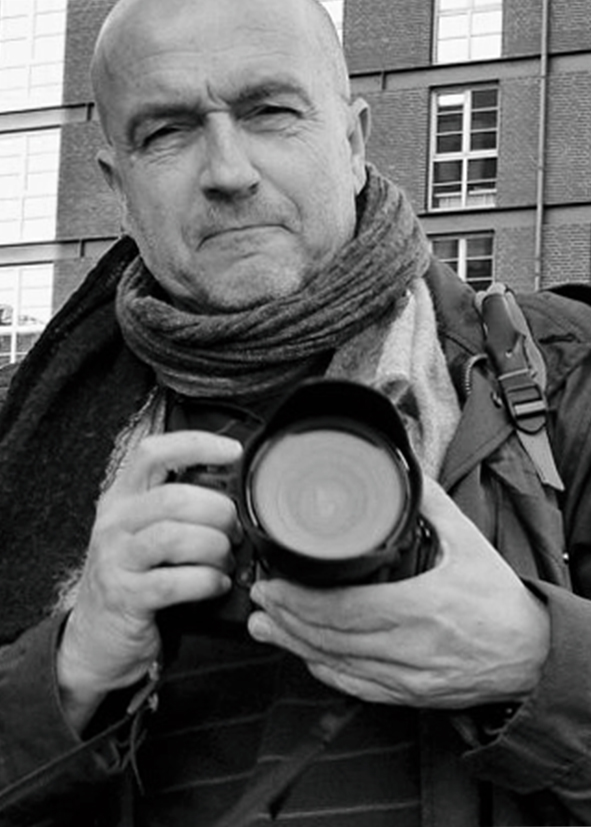
Amos Schliack

 Amos Schliack (* 21. Oktober 1951 in Bonn) ist ein deutscher Fotograf und Fotojournalist. Er lebt in Hamburg und London.

## Biografie
Schliack wurde 1951 als Sohn des Neurologen und Hochschullehrers Hans Schliack und seiner Ehefrau Renate, geb. Steinkopff, in Bonn geboren. Wenige Monate nach seiner Geburt zog die Familie nach Lübeck und 1956 von dort nach West-Berlin, wo er 1958 in die Wald-Grundschule eingeschult wurde.
Im Alter von 13 Jahren entdeckte Schliack die alte Rollfilmkamera seines Vaters und unternahm damit die ersten Versuche. Während der 1960er Jahre arbeitete sein Vater als Arzt an einem Projekt der Hadassah-Klinik in Jerusalem; auf diese Weise bekam Amos Schliack bereits als Schüler die Möglichkeit zu längeren Aufenthalten in Israel. Nach dem Abitur am Kant-Gymnasium Berlin studierte er Architektur an der Technischen Universität Berlin bei Dietmar Grötzebach. Eine prägende Begegnung und Freundschaft mit dem Fotografen Herbert List führte Schliack dann aber zu dem Entschluss, sein Interesse für die Fotografie zum Beruf zu machen.
1974 zog Schliack aus beruflichen Erwägungen nach Hamburg und arbeitete von 1976 an für die damals neue Zeitschrift GEO, für den Stern und für andere Magazine. In dieser Zeit entstanden zahlreiche Reportagen und – in Zusammenarbeit mit den Autoren Wibke Bruhns, Henryk Broder und Mark E. Woodcock – Bücher über Jerusalem, Mea Shearim und New York.
Von 1978 bis 1981 verbrachte er mehr als anderthalb Jahre in Jerusalem und arbeitete dort für GEO und – gemeinsam mit der Journalistin Wibke Bruhns – für den Stern.
1981 dokumentierte er die Berliner Mauer, im 20. Jahr nach ihrem Bau, von der West-Berliner Seite aus. Die Reportage wurde im Stern und in einem Buch veröffentlicht.
Den Sommer 1982 verbrachte Schliack in New York City, wo er im Auftrag der Alfred Dunhill GmbH die Fotos für ein Buch und eine Ausstellung über die Architektur der Hochhäuser aka „Skyscraper“ machte. Um das Phänomen „Höhe“ zu visualisieren, entschied er sich, unter Überwindung der eigenen Höhenangst, einen großen Teil der Bilder aus dem Helikopter und aus der Perspektive der Bauarbeiter zu fotografieren.
Für die Stern-Reportage Station Peiper über die Kinderkrebsstation des Uniklinikums Gießen erhielt Schliack 1983 einen ersten Preis von World Press Photo.
Ab Mitte der 1980er Jahre wandte Schliack sich zunehmend der Food-, Werbe- und Porträtfotografie zu und arbeitete bis 2004 in seinem Studio im Hamburger Grindelviertel für Agenturen und Zeitschriften. In dieser Zeit entstanden etliche Kochbücher, unter anderen zu den Themen Trüffel und Hummer, mit Foodfotos und Reportagen über die jeweiligen Erzeuger (in Cahors, Südfrankreich, und Maine in den USA). Ein Auftrag der Hamburger Sparkasse und der Agentur BBDO gab ihm die Möglichkeit, für eine langjährige Kampagne Schwarz-Weiß-Porträts von über 100 Hamburger Bürgern zu fotografieren. Ein Teil dieser Porträts wurde 1994 in einer Ausstellung in der Hamburger PPS-Galerie von F. C. Gundlach gezeigt.
2004 zog Schliack nach London und 2008 von dort nach Tel Aviv, wo er als „Photographer in Residence“ die Zeit des 100-jährigen Stadtjubiläums dokumentierte. Den Sommer 2006 verbrachte er in Haifa und erlebte dort den zweiten Libanonkrieg und Raketenangriffe der Hisbollah auf den Norden Israels aus der Perspektive des Rambam Medical Centers und der Rettungswagen des Magen David Adom.
Zurück in Hamburg und inspiriert durch die Begegnung mit dem Künstler Gunter Demnig begann Schliack sich mit dem Projekt der Stolpersteine zu beschäftigen und initiierte in seinem Quartier, dem Grindelviertel, in Erinnerung an die Novemberpogrome 1938 die Anwohner-Initiative „Grindel Leuchtet“. Seine Photos der Stolpersteine des Grindel wurden, zusammen mit Bildern aus Mea Shearim und Auschwitz, 2016 in der Galerie Postel ausgestellt.